# Atheta acutangula
Atheta acutangula är en skalbaggsart som beskrevs av Hanssen 1936. Atheta acutangula ingår i släktet Atheta, och familjen kortvingar. Arten är reproducerande i Sverige.